# Харрисон, Д’Анджело
Д’Анджело Харрисон (англ. D'Angelo Harrison; род. 14 августа 1993, Анкоридж, Аляска, США) — американский профессиональный баскетболист, играющий на позиции атакующего защитника. Выступает за баскетбольный клуб «Тревизо».

## Карьера
В NCAA Харрисон выступал за команду Университета Святого Джона «Сент-Джонс Ред Сторм». По итогам студенческой карьеры Д’Анджело до сих пор является рекордсменом своей команды по 3-очковым попаданиям за всю её историю.
Карьеру в Европе начал после драфта НБА 2015 года, на котором не был выбран. Первые 2 сезона Д’Анджело провёл в турецком клубе «Ушак Спортиф». В своём втором сезоне в Турции Харрисон сыграл 25 матчей и в среднем набирал 13 очков, 3,8 подбора и 4 передачи за игру.
В июле 2017 года Харрисон подписал контракт с израильской командой «Хапоэль» (Гильбоа-Верхняя Галилея).
20 января 2018 года Харрисон достиг рекордного показателя в своей карьере набрав 34 очка, 6 подборов, 5 перехватов и 4 передачи в победном матче против «Маккаби» (Тель-Авив). Спустя 3 дня Харрисон был признан «Самым ценным игроком» 14 тура чемпионата Израиля.
28 апреля 2018 года Харрисон продемонстрировал отличную игру отметившись 34 очками, 6 подборами и 3 передачами против «Хапоэль» (Иерусалима). По итогам 27 тура чемпионата Израиля Д’Анджело вновь был признан «Самым ценным игроком».
В сезоне 2017/2018 Харрисон помог своей команде выйти в плей-офф израильской лиги, где они уступили «Хапоэлю» из Иерусалима. В 31 игре, сыгранной в этом сезоне, Д’Анджело набирал 16,2 очка, 4,4 подбора, 2,9 передачи и 1,4 перехвата в среднем за игру.
В июле 2018 года Харрисон перешёл в «Енисей».
29 января 2019 года Харрисон получили wild card на «Матч всех звёзд Единой лиги ВТБ». В этом матче он провёл 11 минут 31 секунду, за которые набрал 2 очка, 1 подбор и 3 передачи.
В июле 2019 года Хариссон стал игроком «Ле-Портеля», но в феврале 2020 года покинул французский клуб по личным причинам. Свою карьеру Хариссон продолжил в «Маккаби» (Ришон-ле-Цион).
В августе 2020 года Харрисон подписал контракт с «Нью Баскет Бриндизи». В составе команды Д’Анджело стал лучшим снайпером чемпионата Италии. Показатели в турнире составили 16,9 очка, 3,8 подбора и 3,7 передачи в среднем за матч.
В июле 2021 года Хариссон перешёл в «Прометей». В составе команды Д’Анджело стал обладателем Суперкубка Украины.
В марте 2022 года президент «Прометея» Владимир Дубинский объявил о роспуске команды в связи с ситуацией между Украиной и Россией и Хариссон вернулся в «Нью Баскет Бриндизи».
9 августа 2023 года Харрисон подписал контракт с итальянским клубом «Тревизо».

## Достижения
- Обладатель Суперкубка Украины: 2021